# Liste der denkmalgeschützten Objekte in Týnec u Janovic nad Úhlavou
Grundlage dieser Liste der denkmalgeschützten Objekte in Týnec u Janovic nad Úhlavou ist die ÚSKP-Liste (Ústřední seznam kulturních památek České republiky, deutsch Zentrale Liste der Kulturdenkmäler der Tschechischen Republik), die von der tschechischen Denkmalschutzbehörde NPÚ (Národní památkový ústav, deutsch Nationale Denkmalbehörde) seit 1987 geführt wird und an die seit dem Jahr 1850 geschaffenen Listen anschließt.

## Denkmalgeschützte Objekte nach Ortsteilen
| Lage                                                            | Objekt                                                                                | Beschreibung | ÚSKP-Nr.                  | Bild                                                                                  |
| --------------------------------------------------------------- | ------------------------------------------------------------------------------------- | --- | ------------------------- | ------------------------------------------------------------------------------------- |
| Týnec, Týnec 1 (Standort)                                       | Schloss Tynec                                                                         | Ein herausragendes Werk hochbarocker Architektur, das zum Zeitpunkt seiner Entstehung zu den fortschrittlichsten und künstlerisch anspruchsvollsten Erkenntnissen der zeitgenössischen Schlossarchitektur in Böhmen gehörte.                                                                                     | 13809/4-3453 Info Katalog | weitere Bilder                                                                        |
| Týnec, Týnec 12, bei der Kirche (Standort)                      | Gehöft Nr. 12                                                                         | Ländliches Fachwerkhaus. Es ist Teil einer älteren Dorfentwicklung. Die Bedeutung des Gebäudes wird durch den Aufenthalt des Schriftstellers Josef Hais Týnecký unterstrichen. | 10830/4-5024 Info Katalog | Gehöft Nr. 12                                                                         |
| Týnec, Týnec 2 (Standort)                                       | Das alte Schloss Týnec, das sogenannte Klerikerhaus                                   | Zweistöckiges Gebäude aus der Renaissance. Es ist ein älteres Herrenhaus in Týnec, das hier vor dem Bau eines eigenen Barockschlosses existierte. | 100809 Info Katalog       | weitere Bilder                                                                        |
| Týnec (Standort)                                                | Kirche Mariä Himmelfahrt                                                              | Ursprünglich mittelalterliche Sakralarchitektur mit einem erhaltenen gotischen Presbyterium, barockisiert. In den 1930er Jahren wurde das Kolowrat-Grab errichtet. | 18498/4-3450 Info Katalog | weitere Bilder                                                                        |
| Týnec (Standort)                                                | Loreta                                                                                | Barockgebäude mit rechteckigem Grundriss mit Walmdach und Glockenturm. An der Fassade befindet sich ein Fresko der Jungfrau Maria und ein Wappen der Kolovrats. Eines der erhaltenen Beispiele von Loreto-Kapellen aus dem frühen 18. Jahrhundert mit Originalgemälden im Inneren.                               | 29457/4-3452 Info Katalog | weitere Bilder                                                                        |
| Týnec, am Feldweg südöstlich der Siedlung Rozpáralka (Standort) | Marterl                                                                               | Ungewöhnlich gestalteter Renaissance-Schrein am Straßenrand. Die Basis bildet eine zylindrische Säule mit einer abgerundeten Spitze, die mit Bruchstein gemauert ist. Oben Kapellchen mit Relief Christi. Atypisches Beispiel kleiner Volksarchitektur aus dem Jahr 1575.                                        | 33597/4-3454 Info Katalog | BW                                                                                    |
| Týnec, 1,5 km nördlich von Týnec (Standort)                     | Kapelle des heiligen Johannes von Nepomuk                                             | Die Ruinen einer Barockkapelle aus dem Jahr 1730, aufgegeben während der Josephinischen Reformen. Ursprünglich eine vierseitige Kapelle mit durch Pilaster und Nischen strukturierten Fassaden. Das gesamte periphere Mauerwerk einschließlich des fast vollständigen Gesimses ist bis heute erhalten geblieben. | 33376/4-3451 Info Katalog | weitere Bilder                                                                        |
| Týnec, auf dem Hügel zwischen Schloss und Kirche (Standort)     | Statuen des heiligen Johannes von Nepomuk, der Jungfrau Maria Immaculata und Kruzifix | Ensemble von zwei Barockstatuen in reich gerafften Gewändern auf prismatischen Sockeln mit Datum 1752, darunter ein eisernes Gedenkkreuz auf einem prismatischen Sockel aus dem Jahr 1875. Handwerklich hochwertige Skulpturen, innerhalb des Dorfes ein beeindruckendes Ensemble neben dem Schloss.             | 34853/4-3457 Info Katalog | Statuen des heiligen Johannes von Nepomuk, der Jungfrau Maria Immaculata und Kruzifix |